# التهاب العظام الليفي الكيسي
التهاب العظم الليفي الكيسي ويعرف أيضاً بالحثل العظمي الليفي أو مرض فون ريكلينغهاوزن العظمي (لا تلتبس مع مرض فون ريكلينغهاوزن أوالورم العصبي الليفي من النوع الأول) هو مرض في الهيكل العظمي بسبب فرط الدريقات، وهو زيادة في هرمونات الغدة جارات الدرقية بسبب زيادة في نشاطها. هذه الزيادة تسبب في ارتفاع نشاط أوستيوكلاست، وهي الخلايا التي تسبب تآكل العظام، مما يسبب ارتشاف العظام. فرط الدريقات يمكن أن ينتج بسبب وجود ورم غدي حميد، عوامل وراثية، سرطان الغدة الجار درقية، أو حثل عظمي كلوي المنشأ. يسبب تفتت العظام خروج بعض المعادن من العظام إلى الدم كالكالسيوم. بالإضافة إلى ارتفاع نسبة الكالسيوم في الدم، فإن استمرار عمل الأوستيوكلاست يسبب نقص كثافة العظام وضعفها حيث أن بنيتها الأساسية من الكالسيوم تُستبدلبنسيج ليفي. كما يتم أيضاً تكون ورم بني شبيه بالكيس. أعراض المرض الأساسية هي نتيجة لأمرين وهما نقص كثافة العظام في كافة الجسم وزيادة نسبة الكالسيوم في الدم. تشمل الأعراض كسور عظمية، حصوات كلوية، غثيان، تغير شكل العظام، فقدان الشهية ونقص الوزن.
تم وصف المرض لأول مرة في القرن التاسع عشرة، وحالياً يتم اكتشاف المرض عن طريق تحليل الدم والأشعة السينية وعينة خزعية. قبل العام 1950، قرابة نصف الذين يتم تشخيصهم بفرط الدريقات ينتهي بهم الحال إلى التهاب العظم الليفي الكيسي، ولكن مع تقدم تقنيات التشخيص وتحسن طريق العلاج، فإن نسبة حدوث التهاب العظم الليفي الكيسي في الدول المتقدمة أصبح نادراً. في الحالات التي تحتاج إلى علاج، فإنه يُبدأ بتتبع فرط الدريقات ومحاولة علاجه قبل البدء بعلاج التهاب العظم الليفي الكيسي. علاج المرض، حسب الظاهرة المسببة له وشدتها، يبدأ تدريجيا من إعطاء السوائل وصولاً إلى التدخل الجراحي.

## التصنيف
يعرف التهاب العظم الليفي الكيسي بالعلامات الهيكليه لفرط الدريقات. تحت تصنيف المراجعة العاشرة للتصنيف الدولي للأمراض، التي اسستها منظمة الصحة العالمية التهاب العظم الليفي الكيسي ادرج تحت فئة إي 21.0 لفرط الدريقات الأولي

## العلامات والاعراض
الأعراض الكبرى لالتهاب العظم الليفي الكيسي هي الم في العظام كسرالعظم والتشوهات العظمية مثل انحناء العظام، فرط الدريقات قد يؤدي أيضا إلى حصاة كلوي، غثيان، إمساك، التعب والضعف. الأشعة السينية قد تشير إلى نحف فالعظام، كسور، انحناءات أو خراج. تتركز الكسور في الأيادي، الأرجل والعمود الفقري.
بالإضافة إلى نقص في الوزن، فقدان الشهية، التقيؤ، كثرة التبول، كثرة العطش بالأضافة إلى ما ذكر سابقا التهاب العظم الليفي الكيسي قد ينتج عن سرطان الغدة الجار درقية. سرطان الغدة الجار درقية هو سرطان نادر يشار له عموما بارتفاع مستوى الكالسيوم في الدم عن الطبيعي، حتى بالقارنة مع مستويات الكالسيوم العالية في الدم الاعراض هي أكثر حدة. عموما وجود كتلة قابلة للجس في الرقبة يدل على وجود السرطان، ويوجد في 50٪ من المرضى، ولكن فعليا لا يوجد في مرضى التهاب العظم الليفي الكيسي الذي نشأ من موقع آخر.

## الأسباب
التهاب العظم الليفي الكيسي هو يحدث نتيجه ارتفاع هرمون الغدة الدرقية أو فرط نشاط الغدة الجار درقية. هرمون الغدة الجار درقية يسبب في زيادته مستوى الكالسيوم في الدم. هناك اربع أسباب رئيسية تؤدي إلى فرط هرمون الغدة الجار درقية الأوليه:
ورم الغدة الجار درقية
هو ورم حميد ولاكنه نشط أيضاً. 80 إلى 85٪ من أسباب فرط هرمون الغدة الجار درقية سببه ورم الغدة الجار درقية
أسباب وراثية
تقريبا 1 من 10 حالات مسجلة من ارتفاع هرمون الغدة الجار درقية نتيجه الوراثة. مثل تكون الأورام الصماويه المتعدده النوع الأول إذا لم يعالج قد يؤدي آلى التهاب العظم الليفي الكيسي. غالبا يصيب الصغار. هو يحدث نتيجه طفره وراثية في مستقبل هرمون الغدة الجار درقية.
سرطان الغدة الجار درقية
هو اندر الأسباب المؤدية إلى التهاب العظم الليفي الكيسي
مضاعفات أمراض الكلى
التهاب العظم الليفي الكيسي قد يحدث نتيجه مرض حثل عظمي كلوي المنشاء هو نتيجه مضاعفه الداء الكلوي بالمرحلة النهائيه. التهاب العظم الليفي الكيسي يحدث بنسبه 50 ٪ من مصابي الداء الكلوي بالمرحلة النهائيه. مرض الداء الكلوي بالمرحلة النهائي يؤدي إلى عدم إنتاج فيتامين د وهو يساعد في المتصاص الكالسيوم في ألعضام. نقصان فيتامين د في الدم يؤدي تنشيط هرمون الغده الدرقية الذي يؤدي إلى زياده الكالسيوم في الدم

## الفيزيلوجيا المرضية
اثار التهاب العظم الليفي الكيسي على العظم معتمدة بشكل كبير على مدة المرض ومستوى الهرمون الجاردرقي المنتج. الهرمون الجاردقي مسؤول عن إبقاء توازن تركيز الكالسيوم بالدم. نتيجة لهذه الاثار يثم تنشيط المستقبل البروتيني للهرمون الجاردرقي المتواجد في بانيات العظم والخلايا العظمية، واللتان مسؤولتان عن بناء وتكلس العظم. الاختلالات المؤثرة على الغدد الجاردرقية تنتج فائض من الهرمون الجاردرقي، والذي بدوره يزيد من نشاط وعدد بانيات التعظم والخلايا العظمية. زيادة الهرمون الجاردرقي يستحث افراز الكالسيوم المخزن من خلال تحلل العظم القديم ومن خلال المحافظة على كالسيوم الدم من خلال توقف إنتاج عظم جديد. بشكل عام، أولى العظام تأثرا هي الأصابع، وعظام الوجه، والأضلاع، والحوض، العظام الطويلة والتي طولها يفوق عرضها أيضا أحد العظام المتأثرة بشكل مبكر. مع تقدم المرض أي عظم قد يتأثر

## التشخيص
تشخيص مرض التهاب العظم الليفي الكيسي له طرق متعددة. العضلات في مرضى التهاب العظم الليفي الكيسي قد تكون غير متأثرة تماماً أو قد تكون متضخمة جدا. إذا أعراض العضلات ظهر مع بداية ظهور فرط الدريقات، هناك في الغالب يكون انقباض خامل مع انبساط خامل في العضلات. انحراف القصبة الهواية " في الطبيعي القصبة الهوائية تكون في خط الوسط من الجسم " بالتزامن مع بعض أعراض التهاب العظم الليفي الكيسي المعروفة قد تشير إلى تشخيص سرطان الغدة الجار درقية. فحص الدم في مرضى التهاب العظم الليفي الكيسي يظهر في الغالب مستويات عالية من الكاليسيوم " المستوى الطبيعي بين 8,5 إلى 10,2 ملجم / دسل."، مستويات عالية من الهرمون الدريقي " مستويات عادة اعلى من 250 بيكو / مل في مقابل اعلى مستوى طبيعي وهو 65 بيكو /مل "، بالإضافة إلى مستويات عالية من الفوسفاتز القلوي " المستوى الطبيعي بين 20 إلى 140 وحدة دولية / ل.
قد تستخدم الأشعة السينية لتشخيص المرض. عادة ما تظهر هذه الأشعة عظام رقيقة جدا، والتي عادة ما تكون منحنية أو مكسورة. في المقابل، هذه الأعراض مرتبطة مع أمراض عظمية أخرى، مثل: قلة العظم أو هشاشة العظام. بشكل عام أولى العظام التي تظهر بعلامات عن طريق الأشعة السينية هي الأصابع. أيضا الأورام البنية خاصة عند ظهورها بعظام الوجه من الممكن الغلط في تشخيصها كأورام. الصور الاشعاعية تظهر ارتشاف العظم، والأشعة السينية للجمجمة من الممكن أن تظهر صورة توصف ك «زجاج باهت» أو «ملح وفلفل». الأشعة السينية للأسنان من الممكن أن تكون غير طبيعية.
الكيسات قد تكون مبطنة بخلايا اوستيوكلاست واحيانا قد تكون مبطنة بصباغ دموي والذي أضفى مسمى الورم البني. هذه الكيسات قد تكون معروفة بالتصوير النووي ممدوج مع قاءفة مشعة محددة مثل Sestimbi .
تحديد الضمور العضلي أو فقدان ردة الفعل يمكن حدوثه من خلال الفحص الإكلينيكي من ردة الفعل الوتر العميق أو بواسطة photomotgram " ردة فعل وتر اخليلس.
ارتشاف أبير دقيق ممكن استخدامه لاستخراج خزعة من آفة العظم متى ما وجد المرض على الأشعة السينية أو فاحصات أخرى. هذه الفحوصات قد تكون حيوية في تشخيص المرض وتمنع من العلاجات والجراحات الغير اللازمة. على النقيض، خزعة ارتشاف الإبري الدقيق من سرطان الغدة الجار الدرقية غير منصوح به، وفي الحقيقة قد تكون مضرة بسبب ثقب الورم قد يودي إلى انتشار الخلايا السرطانية.
الأورام البنية مرتبطة بشكل شائع مع التهاب العظم الليفي الكيسي، من الممكن أن تظهر بنفس خصائص ناقضات العظام. هذه الخلايا عادة ما تكون حميدة. هذه الخلايا لها بلازم خلوي حبيبي كثيف ونواة تميل إلى الشكل البيضاوي محتوية كروماتين رقيق. النويات أيضا تميل إلى أن تكون أصغر من المتوسط

## العلاج
طبي
تتكون الخطة العلاجية لمرض تليف العظم الكيسي من علاج بفيتامين د وبشكل عام من حقن وريدية من المركب الدوائي ألفاكالديسول أو كالسي تريول. اثبتت الدارسات الحالات المرضية لمرض تليف العظم الناتجة عن الفشل الكلوي بمراحله الأخيرة وفرط الدريقات الأولي انها طريقة ناجحة ليس في علاج فرط الدريقات الأولي فقط، لكن كذلك أدت إلى تراجع الأورام البنية والأعراض الأخرى لمرض تليف العظم الكيسي.
جراحي
في الحالات المتفدمة والحرجة من تليف العظم الكيسي، ازالة جزء من الغدد الدرقية أو الإزالة الكاملة للغدد الجارات درقية. هو المسار المختار للعلاج. إزالة جزء من الغدد الدرقية اظهر نتائج في الانعكاس الخاص بالارتشاف العظمي وفي التراجع الكامل للأورام البنية. في الحالات حيث يكون سرطان الغدة الدرقية حاضرا، الجراحة لإزالة الأوارم قادت إلى تراجع في فرط الدريقات الأوالي كذلك تراجع في اعراض تليف العظم الكيسي. عمليات زرع العظام اثبتت نجاحها في ملء التشققات النتاتجة عن مرض تليف العظم الكيسي. اظهر تقرير ان 8 من أصل 11 من الحالات التي تكونت بها تجاويف نتيجة تليف العظم الكيسي تم ملئها بعمليات زرع العظام. تم التعافي من الضرر والعظم المزروع اختلط بسرعة بسرعة وبشكل مستمر مع العظم الأصلي.

## التطور المستقبلي للمرض
تقريبا كل من يخصعون لجراحة ازالة الغدة الدرقية يختبرون زيادة في كثافة العظام واصلاح للهيكل العظمي في غضون اسابيع. كذلك مرضى تليف العظم الكيسي ممن سبق لهم الخضوع لجراحة ازالة الغدة الدرقية بدأوا بإظهار تراجع في الأوارام البنية في غضون ستة أشهر.
بعد عمليات استئصال الغدد جارات الدرقية نقص تكلس الدم شائع الحدوث. وهذا بسبب تركيبة من الغدد الدرقية العاطلة نتيجة نقص تكلس الدم المطوّل، أيضا الاحتياج للكالسيوم والفوسفات في التشبع المعدني للعظم الجديد.
30٪ من مرضى تليف العظم الكيسي الناتج عن سرطان الغدة الدرقية الذين يخضعون لجراحة يرون تكرر للأعراض.
نسب النجاة بعد الجراحة تتراوح بين 7 سنوات، بينما المرضى الذين لا يخضعون لجراحة يمتلكون نسبة نجاة قرابة خمس سنوات .

## الإحصائيات
يعتبر التهاب العظم الليفي الكيسي مرضاً نادراً. حالياً، يظهر أن 2% من المرضى الذين يتم تشخيصهم بفرط الدريقات الأولي، وهو ما يمثل 90% من المصابين بفرط الدريقات، مصابون بالتهاب العظم الليفي التكيسي. فرط الدريقات الأولي أكثر شيوعاً بثلاث مرات عند الأشخاص المصابين بالسكري.
معدل احتياج دخول المستشفى لمرضى فرط الدريقات في الولايات المتحدة في العام 1999 كان 8 من أصل 100000. لدى هذا المرض نزعة إلى إصابة الشباب، خاصة قبل سن الأربعين، حيث أكدت دراسة في العام 1922 أن 70% من الحالات كانت مترافقة مع ظهور الأعراض قبل سن العشرين و 85% قبل سن الخامسة والثلاثين. يكثر مرض فرط الدريقات والتهاب العظم الليفي الكيسي لدى الآسيويين. قبل تطور علاج فرط الريقات في العام 1950، فإنه نصف المشخصين بالمرض كانوا يصابون في نهاية الأمر بالتهاب العظم الليفي الكيسي.
معدلات مرض التهاب العظم الليفي الكيسي تزداد مع زياده مرض فرط نشاط الغده الجار درقية الأولي . في الدول النامية مثل الهند، معدل الأصابه بالمرض تشابه الإصابات في الدول المتقدمة في العقد الماضي . 10٪ تحدث نتيجه مرض زياد عدد الخلايا الأولي . مرض سرطان الغده الجار درقية يمثل 1٪ من كل الحالات وهو يحدث غالبا في عمر الخمسين . 95 ٪ من السباب الوراثية لمرض التهاب العظم الليفي الكيسي تحدث نتيجه الأورام الصماويه المتعدده النوع الأول .

## التاريخ
أول من وصف المرض هو جيرهارد إنجل عام 1864 ثم فريدريك دانيال فون ريكلينقغهاوزن عام 1890، في حين أن ويليام هنتر الذي توفى في عام 1783 يعود له الفضل في اكتشاف أول مثال للمرض.مرض فون ريكلنغزهاوزن (دون تدخل العظام) هو مرض مختلف كليا يعرف حاليا ب (ورم ليفي عصبي). في عام 1884دايفيس كولوي قدم محاضرة للجمعية المرضية في لندن التي شرحت مظاهر فرط الدرقيات للورم البني في الفك، والتركيب النسيجي للورم.
يرجع الفضل في اكتشاف المرض ووصف الغدة جار الدرقية إلى ايفار ساندستورم، على الرغم من أن منشورته العلمية لم تلق الا اهتماماً قليلاً. قام كلاً من غوستاف ريتزوس وإيوجين قلاي بالعمل على منشورات ساندستورم وقد قام قلاي باكتشاف وظيفة الغدة جارة الدرقية. انتهت أبحاثهم إلى إجراء أول عملية إستئصال لورم الغدة الجارة درقية عن طريق فليكس ماندل في العام 1925. تم إزالة الورم من الشريان الدرقي لرجل يعاني من التهاب العظم الليفي الكيسي الحاد. زالت أعراض المرض لدى الرجل ولكنها عادت بعد 6 سنوات على شكل حصوات كلوية تم تشخيصها بعد وفاته. في العام 1932، تم تشخيص امرأة تعاني من حصى كلوية والتهاب العظم الليفي الكيسي بارتفاع نسبة الكاليسيوم في الدم. قام فولر أولبرايت بتشخيص المرض وعلاج المرأة من حصى الكلى بالإضافة لورم كبير في العنق.
أول المنشورات البحثية التي تصف الورم البني (متصلة بمرض التهاب العظم الليفي الكيسي) نشر في عام 1953, عن طريق تقرير اكلنيكي .
التطور في القنوات المتعدده المحلل الذاتي في عام 1960 وفي السبعينات أدى إلى زياده التشخيص المبكر لمرض فرط الغده الجار درقية الأولي . هذا الشئ أدى إلى اكتشاف المرض مبكرا وقلل فرص الإصابة بمرض الأورام الصماويه المتعدده النوع الأول، في السابق تشخيص مرض فرط نشاط الغده الدرقية الأولي كان يطول إلى ان يؤدي إلى التهاب العظم الليفي الكيسي.

## الببليوغرافيا
- Campbell, Neil (1987). Biology. Menlo Park, Calif: Benjamin/Cummings Pub. Co. ISBN:0-8053-1840-2. مؤرشف من الأصل في 2022-06-16.
- Eberstein, Arthur; Goodgold, Joseph (1983). Electrodiagnosis of Neuromuscular Diseases. Baltimore: Williams & Wilkins. ISBN:0-683-03686-6.{{استشهاد بكتاب}}:  صيانة الاستشهاد: أسماء متعددة: قائمة المؤلفين (link)
- Ellis, Harold (2002). A History of Surgery. London: Greenwich Medical Media. ص. 210. ISBN:1-84110-181-8. مؤرشف من الأصل في 2020-02-03.
- Hricik، Donald (2003). Nephrology Secrets. Hanley & Belfus. ص. 175. ISBN:978-1-56053-502-7. مؤرشف من الأصل في 2020-01-27. {{استشهاد بكتاب}}: الوسيط author-name-list parameters تكرر أكثر من مرة (مساعدة)
- Levine, Michael W.; Bilezikian, John P.; Marcus, Robert (2001). The Parathyroids: Basic and Clinical Concepts. Boston: Academic Press. ISBN:0-12-098651-5. مؤرشف من الأصل في 2020-02-03.{{استشهاد بكتاب}}:  صيانة الاستشهاد: أسماء متعددة: قائمة المؤلفين (link)
- Stevens، Arthur (1922). "The Practice of Medicine". W. B. Saunders Co. مؤرشف من الأصل في 2020-01-27. {{استشهاد بدورية محكمة}}: الاستشهاد بدورية محكمة يطلب |دورية محكمة= (مساعدة)
- Patton, Kevin T.; Thibodeau, Gary A. (1996). Anthony's Textbook of Anatomy & Physiology. St. Louis: Mosby. ISBN:0-8151-8861-7.{{استشهاد بكتاب}}:  صيانة الاستشهاد: أسماء متعددة: قائمة المؤلفين (link)